# Drakengard
Дракенґард (англ. Drakengard), відома в Японії як Drag-On Dragoon, — це серія рольових відеоігор, створена Йоко Таро, спочатку розроблена компанією «Cavia» і видана «Square Enix». Однойменна перша гра серії була випущена 2003 року на «PlayStation 2», і з тих пір вийшли продовження, приквел і кілька спінофів. Серію спінофів під назвою Nier, дія якої відбувається в альтернативній часовій лінії, встановленій після альтернативного закінчення першої Drakengard, ніж те, яке відбулося в 2005 році в «Drakengard 2». Йоко був режисером кожної гри в обох серіях, за винятком «Drakengard 2», в якій він брав лише незначну участь[джерело?].
Історії як Drakengard, так і Nier зазвичай зосереджені на долі та особистостях невеликої групи протагоністів, які прямо чи опосередковано пов'язані з подіями, що відбуваються. Похмурі або зрілі теми сюжету та персонажів, а також численні кінцівки стали основними елементами серії. Місце дії ігор серії Drakengard - похмурий фентезійний світ, схожий на Північну Європу, де пліч-о-пліч живуть люди та істоти з мітів і легенд, тоді як дія ігор серії Nier розгортається у далекому майбутньому, де кінець першої частини Drakengard відрізняється від того, що стався у Drakengard 2, і привів до подій Nier та, врешті, Nier:Automata, дія якої відбувається у зовсім іншому, постапокаліптичному науково-фантастичному світі. Обидві серії отримали високу оцінку за складних персонажів і сюжетні лінії, хоча практичний геймплей ігор серії Drakengard був підданий критиці.
Як Drakengard, так і оригінальна Nier вже давно вважаються популярними в Японії, добре продаються і стали культовими, що призвело до численних адаптацій і додаткових медіа, таких як книги (в тому числі кілька романів), манґа, комікси і театральні постановки. Вони залишалися маловідомими за межами Японії до виходу у 2017 році гри Nier: Automata, яка стала світовим комерційним і критичним хітом і призвела до зростання інтересу з боку західних країн, внаслідок чого у 2021 році вийшов ремастер оригінальної Nier з підзаголовком Replicant ver.1.22474487139..., який привернув до себе більшу увагу і значно кращі продажі, ніж оригінал.

## Ігри серії
- Drakengard 1, перша частина франшизи. Вона вийшла для PlayStation 2 (PS2) у вересні 2003 року в Японії, у березні та травні 2004 року в Північній Америці та Європі відповідно. Square Enix видала гру в Японії та Північній Америці, а Gathering of Developers - на європейських територіях. Ексклюзивний для Європи мобільний порт був випущений у серпні 2004 року. Мобільна версія була розроблена та видана спільно з Macrospace.
  - Drakengard 2, друга частина серії і пряме продовження першої гри. Вона вийшла на PS2 у червні 2005 року в Японії, у лютому 2006 року в Північній Америці та у березні того ж року в Європі та Австралії. Для випуску гри на західних територіях Square Enix співпрацювала з європейським розробником і видавцем ігор Ubisoft. Ubisoft також займалася локалізацією гри.
  - Drakengard 3, третя частина основної серії та приквел до першої гри. Вона вийшла на PS3 у грудні 2013 року в Японії та у травні 2014 року в Північній Америці та Європі. Як і "Nier", вона була видана у всіх регіонах компанією Square Enix.
- Nier, спін-офф від основної серії, що випливає з останньої з п'яти можливих кінцівок "Дракенґарду". Nier вийшла на PlayStation 3 (PS3) і Xbox 360 (як Nier Replicant в Японії тільки для PS3, Nier Gestalt в Японії для Xbox 360 і NieR в Північній Америці і Європі) у квітні 2010 року в усіх регіонах. Вона була видана компанією Square Enix. Оновлена версія під назвою Nier Replicant ver.1.22474487139... була випущена для PlayStation 4, Xbox One та Microsoft Windows у квітні 2021 року.
  - Nier: Automata, віддалене продовження "Nier", дія якого відбувається у тому ж всесвіті, але на тисячі років у майбутньому. Гра вийшла для PlayStation 4 у лютому 2017 року, Microsoft Windows у березні 2017 року, Xbox One у червні 2018 року та Nintendo Switch у жовтні 2022 року.
  - Nier Reincarnation, основна гра серії "Nier" для мобільних платформ, дія якої відбувається у всесвіті "Nier", але в таємничому місці, відомому як "Клітка". Гра вийшла для Android та iOS у лютому 2021 року.

## Розробка

### Історія

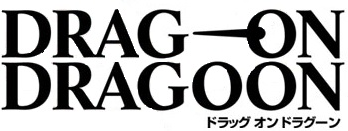
Оригінальне Японське лого

Ідея створення Drakengard виникла у 1999 році між Такамаса Шиба та Такуя Івасакі. Ігровий процес був задуманий як суміш елементів з Ace Combat і Dynasty Warriors 2. Команда, що розробляла гру, відома під псевдонімом "Project Dragonsphere". Розробкою гри займалася Cavia, а режисером був пан Йоко Таро, який став  головним рушієм похмурої атмосфери гри. Це був перший проект Шиби як продюсера. Оскільки Йоко було сказано, що продовження не буде, врешті в грі було створено кілька кінцівок. Коли гра була локалізована і випущена на заході, посилання на такі речі, як сексуальні табу, були піддані цензурі. Крім того, було змінено назву, оскільки "Drag-On Dragoon" вважалося неправильним для західної аудиторії. Не дивлячись на прогнози, "Дракенґард" став достатньо успішним, щоб, врешті, було заплановано продовження. До створення другої гри повернулося чимало співробітників, хоча Йоко здебільшого був пов'язаний з іншими проектами, на посаді режисера його замінив Акіра Ясуї. Йоко все ще брав участь у розробці, і між ним та Ясуї відбувалися творчі зіткнення під час розробки. Зрештою, Ясуї зробив "Дракенґард 2" тематичною протилежністю попередньої гри, використавши світліші тони та ширшу кольорову палітру.
"Nier" виникла, коли Йоко та Шіба об'єдналися, щоб створити третю гру "Drakengard". З розвитком проекту він ставав все більш відірваним від основної спадкоємності і врешті-решт перетворився на абсолютно новий спін-офф. Незважаючи на те, чим він став, Йоко заявив, що вважає "Nier" справжнім "Дракенґард 3". Це була остання гра, розроблена Cavia. Після її виходу Cavia закрилася і була поглинута AQ Interactive, а Йоко Таро пішов, щоб зайнятися більш широким спектром проектів. Пізніше Йоко та Шіба знову зібралися разом, щоб створити повноцінне продовження "Дракенґард", маючи намір створити хардкорну рольову гру для фанатів. На відміну від попередніх ігор серії, Drakengard 3 розроблявся Access Games. Напередодні виходу "Drakengard 3" і Йоко, і Шіба висловили готовність продовжити серію на PlayStation 4, якщо гра буде достатньо успішною. Виступаючи у 2014 році після виходу гри, Йоко заявила, що серія призупинена через брак коштів. Також пізніше стало відомо, що нова гра спін-оффу Nier перебуває в розробці у Square Enix та PlatinumGames.

### Написання та дизайн персонажів
Історії персонажів оригінальної гри написали Йоко, Шіба та Івасакі, а основний сценарій гри написав Савако Наторі, який згодом став співавтором основних сценаріїв для майбутніх ігор серії Drakengard. Йоко розробив темні елементи, щоб контрастувати та активно конкурувати з такими іграми, як Dragon Quest та Final Fantasy. Йоко задумав "божевільних" персонажів, виходячи з того, що люди, які вбивають сотні людей, переслідуючи свої цілі і отримуючи від цього задоволення, природно є божевільними. Під час виробництва "Nier" його фокус змінився на написання історії, де кожен вірить у свою правоту, незалежно від того, що він робить. За допомогою цього Йоко також намагався відповісти на питання, чому люди прагнуть вбивати. Хоча деякі похмурі теми були збережені і в "Дракенґард 2", багато інших сюжетних елементів стали більш мейнстрімовими. "Дракенґард 3" мав на меті повернутися до похмурої естетики, але також включити моменти гумору та зв'язок з "Nier".
Дизайнер персонажів для ігор серії "Drakengard" - Кіміхіко Фудзісака. Спочатку він був другорядним співробітником Cavia, але команда була вражена його майстерністю художника-аматора, і його було рекомендовано на посаду дизайнера персонажів для гри. На дизайн як персонажів, так і світу вплинули обладунки та одяг середньовіччя. Він повернувся на ту саму посаду для Drakengard 2, а пізніше для Nier. Йому не сподобалися деякі з його початкових проектів для Drakengard, і він скористався можливістю переробити їх на свій смак для аркадної гри Lord of Vermilion. У Drakengard 3 Фудзісака створив головну героїню "Zero" на основі похмурої тематики гри, хоча деякі незвичні елементи були майже вирізані. Інші жіночі персонажі були натхненні Puella Magi Madoka Magica, тоді як чоловічі персонажі, які вважалися менш пріоритетними, були розроблені на основі чоловічих архетипів і були швидко затверджені.
Над дизайном персонажів для Nier працював художник під псевдонімом D.K. Для міжнародного релізу Nier головний герой був перероблений з підлітка на дорослого персонажа. Це було зроблено тому, що видавці вважали, що доросліший персонаж більше сподобається західним гравцям. У "Nier: Automata" дизайном головного героя займався Акіхіко Йошида, художник, відомий своєю роботою над серією "Final Fantasy". Спочатку очікувалося, що він відмовиться, але він погодився, оскільки кілька співробітників його компанії CyDesignation були фанатами Nier. Йоко попросив його зосередитися на плавних контурах і чорному кольорі. Інших персонажів розробили Юя Нагаї та Тошіюкі Ітахана.

### Музика
Саундтрек до першої гри створили Нобуйоші Сано і Такаюкі Айхара. Вони створили партитуру, використовуючи семпли відомих класичних композиторів. Саундтрек до другої гри написали Рьокі Мацумото та Аої Йошікі, які ніколи раніше не займалися саундтреками до відеоігор. Японську тематичну пісню гри, "Hitori", заспівала Міка Накашіма. Музику до Nier написав Кеїчі Окабе, який створив саундтрек як щось відмінне від основної серії, і щоб безпосередньо відобразити похмурий тон сеттингу та історії гри. Співачка Емі Еванс (Еміко Ребекка Еванс) написала і заспівала вокальні партії, а також виконала багато треків на вигаданій мові, що отримала назву "Chaos Language". "Chaos Language" - це не стільки мова, скільки стиль написання, оскільки кожна окрема пісня має свою мову, засновану на мові реального світу. Єдиним винятком є "Song Of The Ancients", яка співається мовою, заснованою на кількох різних мовах, а не на одній. Окабе повернувся до написання саундтреку до "Дракенґарду 3": в інтерв'ю він заявив, що, створюючи музику, він намагався наслідувати творчість попередніх композиторів, не імітуючи їх. Він також зауважив, що результат вийшов дуже несхожим на традиційні ігри Square Enix. У грі є дві тематичні пісні: "Black Song" у виконанні Еір Аой та "This Silence is Mine", власне тематична пісня гри, написана і заспівана Чіхіро Оніцука. Окабе знову створив музику вже для Nier: Automata".

## Оцінки
Протягом багатьох років серія "Дракенґард" отримувала відгуки від змішаних до позитивних. На сьогоднішній день оригінальна "Drakengard" отримала найбільш позитивний відгук серед основних ігор серії, "Drakengard 2" та "Drakengard 3" отримали нижчі оцінки. Кожна гра серії отримала схвальні рецензії від японського ігрового журналу Famitsu.
Протягом більшої частини свого існування серія отримувала найбільше похвал за сюжет. Хоча окремі аспекти піддавалися критиці, похмура атмосфера, нестандартні персонажі та загальні сценарії були названі одними з сильних сторін кожної гри. Незважаючи на деякі змішані почуття рецензентів щодо історії в цілому або окремих її аспектів, персонажі та сюжет "Drakengard 3" також були високо оцінені. Основним винятком є "Drakengard 2": світліший тон історії та більш традиційна оповідь були відзначені, а іноді і розкритиковані за надмірне спрощення або надмірну схожість з іншими іграми в цьому жанрі. Персонажі "Дракенґарду" залишаються популярними в Японії: "Dengeki" провела конкурс популярності цих персонажів з нагоди десятої річниці серії та анонсу "Дракенґарду 3". Серед найпопулярніших персонажів були головні герої першої гри, Каїм та Ангелус.
Ігровий процес досі піддавався серйозній критиці, причому повітряний і наземний ґеймплей оригінальної гри вважався повторюваним і нудним, хоча деякі рецензенти вважали його цікавим. "Drakengard 2" також зазнав подібної критики, хоча в ній і були відзначені незначні покращення. На противагу цьому, геймплей "Drakengard 3" загалом отримав схвальні відгуки або був визнаний покращеним порівняно з попередніми двома частинами, хоча сегменти верхової їзди на драконах викликали критику через складне управління. Думки щодо нетрадиційного поєднання стилів ґеймплею з різних ігрових жанрів у "Nier" розділилися: одні хвалили різноманітність, а інші вважали її погано реалізованою.
Кожна гра відносно добре продавалася на своєму ринку. Оригінальна гра мала комерційний успіх, продавши понад 120 000 одиниць протягом першого тижня після релізу і зрештою продавши понад 240 000 копій в Японії. Продажі "Drakengard 2" за перший тиждень були так само вражаючими - 100 000 копій. "Drakengard 3" розійшовся накладом трохи менше 115 000 примірників за перший тиждень, а до травня 2014 року - понад 150 000 примірників. Дві версії "Nier" - "Гештальт" і "Реплікант" - розійшлися накладом приблизно 12 500 і 60 000 копій за перший тиждень відповідно. До кінця травня 2010 року в Японії було продано понад 121 000 копій "Репліканта". Станом на травень 2014 року в Японії було продано понад 770 000 примірників. Дані про продажі в західних регіонах відсутні. Перші дві гри основної серії увійшли до серії Square Enix Ultimate Hits, перевидань популярних ігор, розроблених або виданих компанією Square Enix. Врешті Nier: Automata здобула світовий успіх, розійшовшись накладом понад 4 мільйони копій до червня 2019 року, ставши найбільш продаваною грою у франшизі.

## Загальні елементи

### Сеттинґ

Мідґард - світ головних ігор серії "Дракенґард", як він з'являється у "Дракенґард 3". Світ був описаний Anime News Network як "викривлена версія середньовічної Європи".

Дія ігор "Дракенґард" відбувається в похмурій фентезійній версії середньовічної Європи під назвою Мідґард. Люди є домінуючим видом, хоча такі раси, як дракони, феї та ельфи також існують. Місце дії, міти та ландшафт значною мірою запозичені з легенд Північної Європи. Світом керує група неназваних богів, які ще не з'являлися особисто. В японській версії світом править єдине однойменне божество, яке називається "Бог" (яп. Kami), а в англійській версії Drakengard 2 їх також називають Безіменні. Богам служать істоти, відомі як "Спостерігачі" в японській версії та англійській версії "Drakengard 3"; в "Drakengard" їх також називають "Гротески". Істоти, створені для знищення людства, оскільки воно вважається невдалим. Від проникнення у світ Спостерігачів утримують печатки, які діють, щоб утримувати світ у рівновазі: якщо печатки будуть знищені, Спостерігачі проникнуть у світ і знищать людство. В основі печаток лежить Богиня Печатки, смертна незаймана жінка, обрана і затаврована останньою печаткою: якщо всі печатки будуть зруйновані, все, що стоїть між Вартовими і світом, - це смерть самої Богині. Ключовим елементом всесвіту "Дракенґард" є здатність людей і звірів укладати Пакт - магічний зв'язок, який поєднує їхні душі і наділяє людину-партнера великою силою ціною певних фізичних здібностей або особистих рис (голос, співочі здібності тощо). Зазвичай звірі укладають пакти, щоб підживлюватися негативними емоціями, але іноді вони укладають пакти з інших причин. Повторюваним елементом у всіх частинах є зображення магії за допомогою Небесної Абетки, із загальним розташуванням літер, що представляє людський ген.
Всесвіт серії "Drakengard" розділений між кількома часовими лініями. Події в цих часових лініях відбуваються окремо, але можуть перетинатися. Основна часова лінія сформована з "Drakengard" та його продовження. "Drakengard 3" є приквелом першої гри, але більшість подій у ньому відбуваються в окремих часових лініях, що призводить до різних результатів. У "Drakengard 3" зловмисна квітка використовує слуг, які називаються Інтонерами, жінок, обдарованих здатністю використовувати магію через пісню, як знаряддя знищення людства. У "Drakengard", який є продовженням п'ятої кінцівки "Drakengard 3", події якого детально описані в додатковому романі, Спостерігачі використовують групу, відому під назвою "Культ Спостерігачів", щоб розпалити релігійну війну і знищити печатки. У "Drakengard 2" Спостерігачі продовжують використовувати колишнього главу культу, щоб знищити нові печатки, а дракони готуються узурпувати богів і панувати над світом. Дія "Nier" розгортається в альтернативній реальності, створеній подіями п'ятої кінцівки "Drakengard": у цій реальності наш сучасний світ знищила чума, створена магічними істотами, які прийшли через портал, і поставила людство на межу вимирання. Дія "Nier: Automata" відбувається після четвертої кінцівки "Nier", в ній з'являються і згадуються персонажі як з "Nier", так і з "Drakengard".

### Ґеймплей
Ігри серії "Drakengard" - це поєднання екшену, заснованого на атаках під час наземних боїв, і повітряних боїв, змішаних з механіко РПГ. В оригіналі гравець керує персонажами в наземних боях, щоб боротися з невеликими групами ворожих юнітів. У повітряних боях гравець бере під свій контроль дракона-партнера головного героя. У цих ситуаціях дракон може або закріпитися на цілі і випустити шквал маленьких вогняних кульок, або гравець може вручну прицілитися і випустити великі спалахи полум'я, які завдають більшої шкоди, але часто не влучають у ціль. Основний ігровий процес у "Drakengard 2" мало змінився, але є деякі відмінності та доповнення, наприклад, типи зброї прив'язані до персонажа, з якими вони асоціюються. Ігровий процес дракона залишився практично незмінним, за винятком можливості під час місій "повітря-земля" накинутися на групу ворогів у спеціальній атаці, яка зображена в короткій катсцені.
У "Nier" та "Drakengard 3" гравець керує головним героєм, а двоє інших персонажів виконують роль підтримки, керованої штучним інтелектом. "Drakengard 3" була розроблена для швидшого проходження, ніж попередні ігри, з особливим гіперрежимом головного героя та можливістю вільно перемикатися між видами зброї без зупинки дії. Повітряний ґеймплей також був змінений: дракон тепер здатен вести наземні бої. Nier, окрім схожої битви в стилі hack-and-slash, також включає в себе інші типи ґеймплею, такі як вид зверху вниз для зон з головоломками, зони в стилі 2D для будівель або подібних споруд. Також були додані побічні завдання, які часто включали в себе квести на принесення, риболовлю та фермерство.

### Теми та впливи
Однією з наскрізних наративних тем основної серії є аморальність, яка також стала ключовою темою персонажів і виражалася через їхні характери та вчинки. Друга гра також зосередилася на темах війни та смерті. Темою світу "Drakengard 3", за словами композитора Кейічі Окабе, є "відчуття контрасту". Протягом багатьох років на персонажів серії вплинули численні аніме-серіали, зокрема Neon Genesis Evangelion, Sister Princess та Puella Magi Madoka Magica. Автор серії, Савако Наторі, черпав натхнення для написання з сьонен-манґи. Оригінальний ігровий світ був розроблений на основі Кельтської та Скандинавської мітології, разом з японським стилем ревізіонізму. На команду розробників оригінальної гри вплинули азіатські епічні фільми та західні пригодницькі фільми, такі як ремейк 1999 року Мумія та Серце дракона. Під час розробки Nier команда черпала натхнення з серії God of War. Центральною темою "Nier: Automata" є боротьба з поганою ситуацією, яку розробники гри визначають японським словом "агаку".

### Пов’язані медіа
Ігри отримали численні адаптації та додатковий сюжетний контент у вигляді новелізацій, манґи та додаткових матеріалів. Перша гра отримала дві новелізації: Drag-On Dragoon: Побічна історія" 28 листопада 2003 року та "Drag-On Dragoon: Величина "Негатив"" 23 січня 2004 року. Першу книгу написала Емі Наґасіма під псевдонімом Дзюн Ейсіма, а другу - Такаші Айзава. Новела до "Drakengard 2", написана знову ж таки Наґашімою, вийшла 30 вересня 2005 року.
Наґасіма написав історії персонажів та манґу для "Drakengard 3", що передувала виходу цієї гри. Манґа називалася "Drag-On Dragoon: Utahime Five", приквел про головних антагоністів гри, та "Drag-On Dragoon: Shi ni Itaru Aka", яка є продовженням, але для гілки A, оскільки вона разом з гілками B, C, D і E веде до альтернативних часових ліній. Книга, що детально описує сюжетний зв'язок між "Drakengard 3" та "Drakengard", під назвою "Drag-On Dragoon 3 Story Side", яка слугує п'ятою гілкою, подібною до подій гілок B та D, розказаних Братом Першим, була випущена 28 серпня 2014 року. Drag-On Dragoon 3 Complete Guide + Setting, повне керівництво до гри з додатковими функціями, що пояснюють ігрову хронологію та новелою, дія якої відбувається після подій Shi ni Itaru Aka, було видано ASCII Media Works у 2014 році.
Після виходу "Nier" була доповнена CD-драмою, яка розповідала про події одразу після подій п'ятої кінцівки "Drakengard", а також додатковою книгою під назвою "Grimoire Nier", що містила додаткові історії та концепт-арт разом з п'ятою кінцівкою гри. Square Enix також співпрацювала з WildStorm для створення цифрового коміксу, який детально описував передісторію персонажів та світу гри.
Японський дівочий гурт Yorha виконав саундтрек до Drakengard 3, а у 2015 році здійснив сценічну постановку, написану Йоко Таро, яка безпосередньо пов'язана з сюжетом Nier: Automata. Вигадана передісторія гурту представляє їх військовими андроїдами, схожими на ігрових персонажів гри Automata.